# (4911) Rosenzweig
<
(4911) Rosenzweig es un asteroide perteneciente al cinturón de asteroides, descubierto el 16 de octubre de 1953 por el equipo de la Universidad de Indiana desde el Observatorio Goethe Link, Brooklyn (Estados Unidos).

## Designación y nombre
Designado provisionalmente como 1953 UD. Fue nombrado Rosenzweig en honor a “Jack Rosenzweig” y “Marcelle Rosenzweig” que ayudaron a la región de Puerto Ordaz en Venezuela con la manufacturación de bloques de hielos para llevar a las minas.

## Características orbitales
Rosenzweig está situado a una distancia media del Sol de 2,636 ua, pudiendo alejarse hasta 3,112 ua y acercarse hasta 2,161 ua. Su excentricidad es 0,180 y la inclinación orbital 13,03 grados. Emplea 1564 días en completar una órbita alrededor del Sol.

## Características físicas
La magnitud absoluta de Rosenzweig es 12. Tiene 9,971 km de diámetro y su albedo se estima en 0,309.